# 1349
1349は、ノルウェーのブラックメタルバンド。バンド名は、ノルウェーでペストが大流行した1349年に由来している。

## 略歴
1997年に、Alvheimというバンドに参加していたメンバーによって結成。結成メンバーは、レイヴン (Vo, Ds)、ツァルヴ (G)、バルフォリ (G)、セイデマン (B)の4名であった。1998年初頭にデモを作成。その後、バルフォリが脱退し、3人で活動を継続する。
1999年に2ndデモ『Chaos Preferred』を作成。また、ギタリストのアルカオン (G)が加入。2000年にはサテリコンのドラマー、フロストがセッションメンバーとして参加し、プロモーション用音源を作成。その後、フロストは正式にバンドメンバーとして加入、これによってレイヴンがボーカルに専念する。同プロモーション用音源は、ホーリーコースト・レコードからEP『1349』として2001年にリリースされた。
同年中に、1stアルバム用の音源の録音も完了していたが、レコード・レーベルとの契約が行われていなかったので、リリースはされなかった。やがてイギリスのキャンドルライト・レコードと契約し、同音源は1stアルバム『Liberation』として、2003年4月にリリースされた。翌2004年には2ndアルバム『Beyond The Apocalypse』、さらに2005年には3rdアルバム『Hellfire』をリリースする。
2006年にはツァルヴが脱退し、4人体制になった。またセルティック・フロストとの北米ツアーを行っている。2007年に参加したヘルフェストオープンエアの期間中、当初は日中に演奏する予定だったが、暗闇の中で演奏するために出演を再スケジュールするよう要求した。

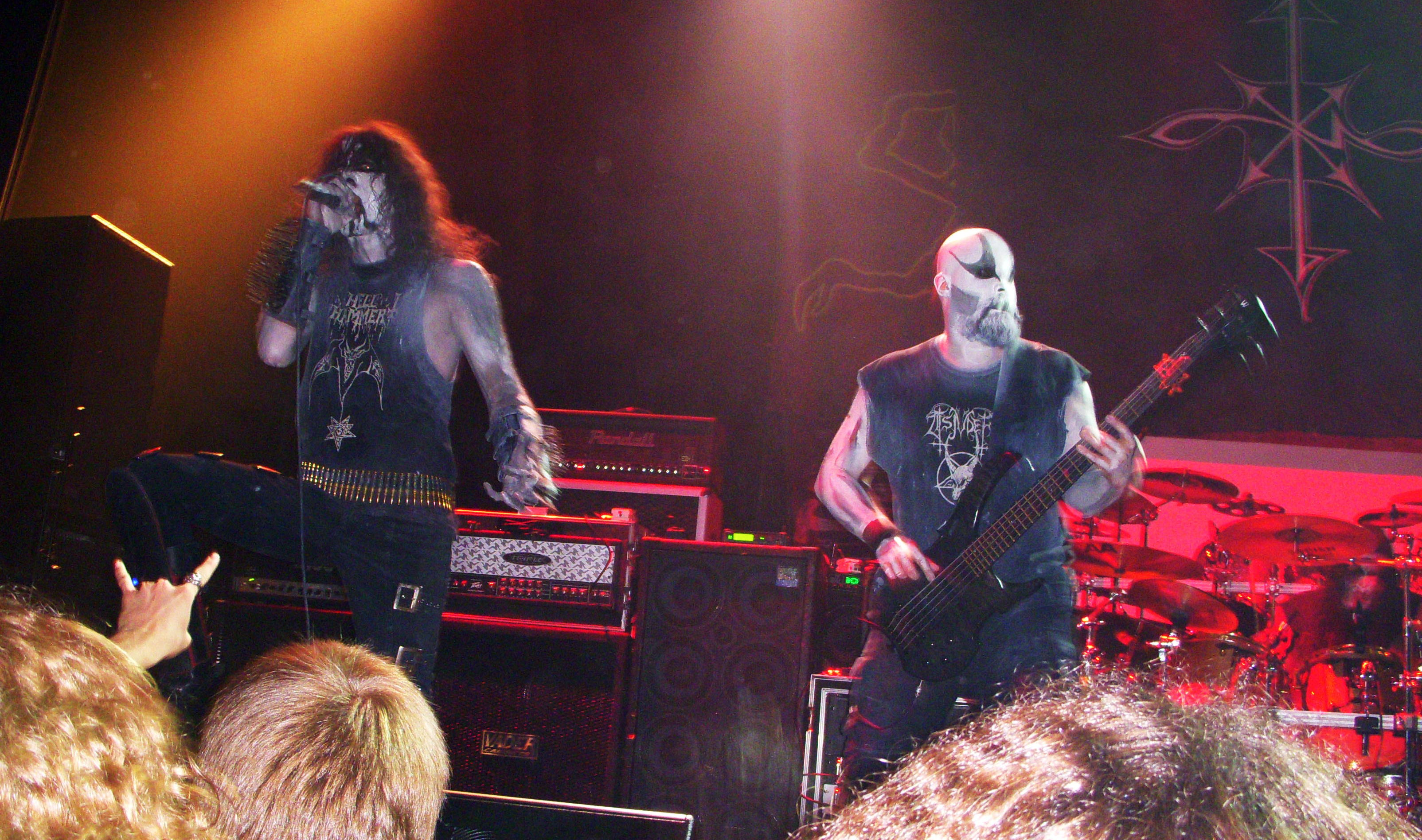
カテドラルヒルでのライブ（サンフランシスコ、2008年）

2009年に4thアルバム『Revelations of the Black Flame』をリリースするが、これまでの非常に迅速で過激な音楽性とは完全に異なる実験要素が多い作品であり、賛否両論を生んだ。翌2010年にはキャンドルライト・レコードを離れ、インディー・レコーディングスに移籍し、5thアルバム『Demonoir』をリリース。前作のアンビエント風の実験的要素を多少残しつつも、敏速な曲の多い音楽性へと戻っている。
2012年10月、Loud Parkに出演。これがこのバンドにとって初来日となった。
2014年10月、6thアルバム『Massive Cauldron of Chaos』をリリース。音質が向上し、よりスラッシーな音楽性の作品となった。
2017年3月、シーズン・オブ・ミストとの契約が発表された。アークチュラスとのカップリングにて再来日。
2019年10月、7thアルバム『The Infernal Pathway』をリリース。

## メンバー

### 現メンバー
- レイヴン (Raven (Olav Bergene)) - ボーカル
1997年から2000年までは、ドラムスを兼任していた。
- アルカオン (Archaon (Idar Burheim)) - ギター
このバンドのライブは、彼の火吹きから始まることが多い。
- セイデマン (Seidemann (Tor Risdal Stavenes)) - ベース
- フロスト (Frost (Kjetil-Vidar Haraldstad)) - ドラムス
キープ・オヴ・カレシンやZyklon-Bでも活動していた。サテリコンでも活動中。
このバンドではサテリコンの時とは異なり、非常にスピーディーなドラミングを披露している。

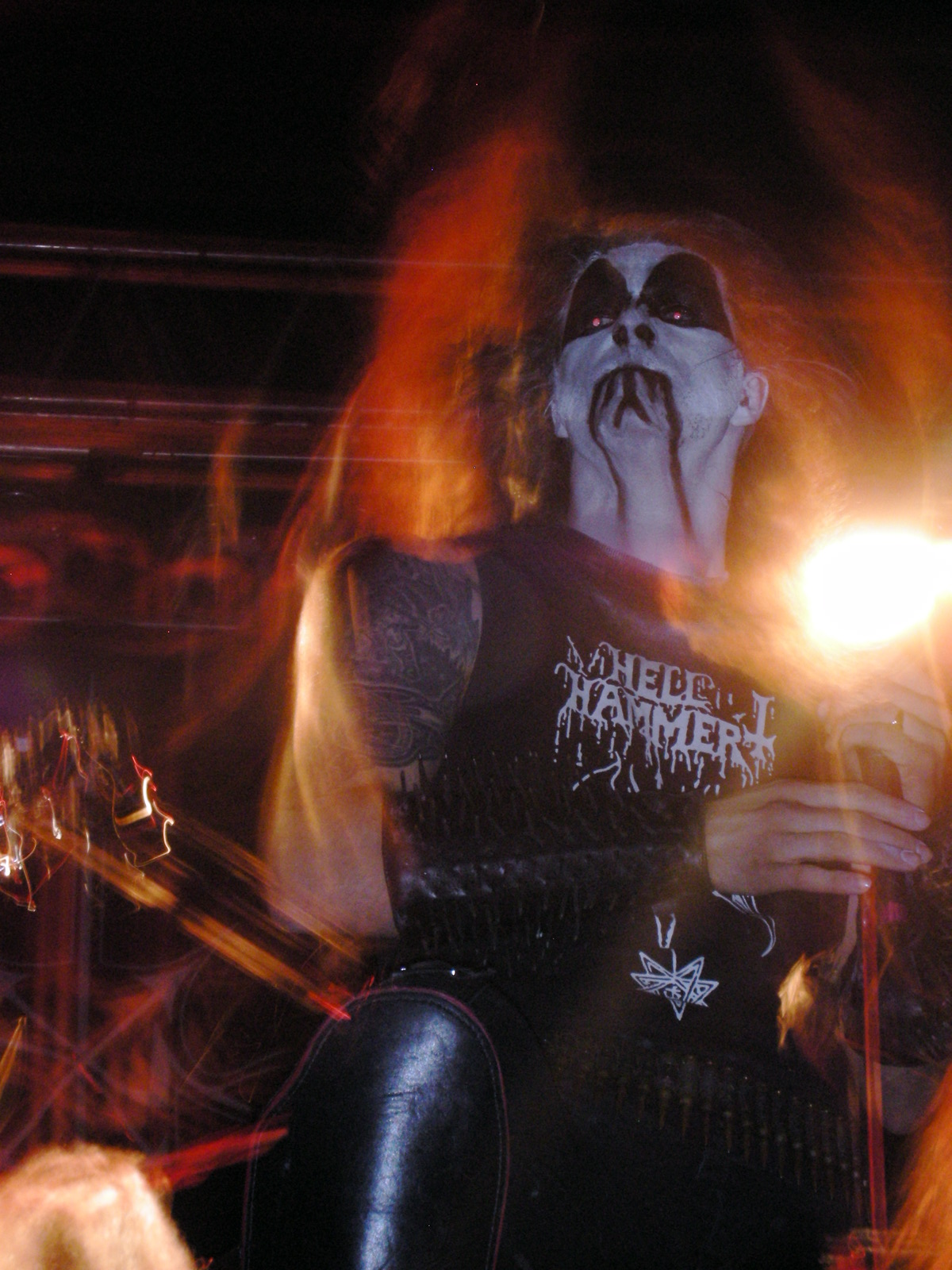
レイヴン(Vo)
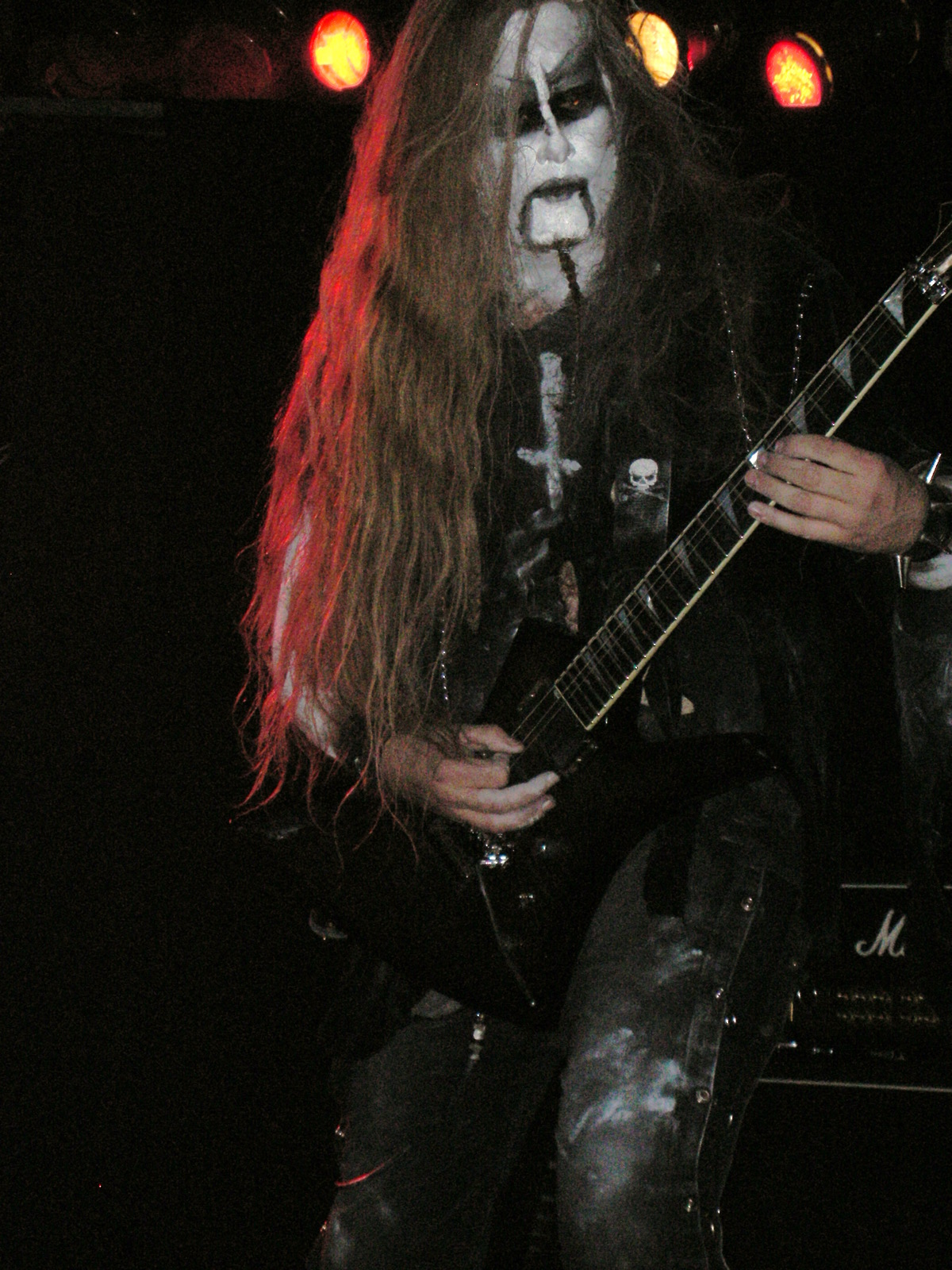
アルカオン(G)
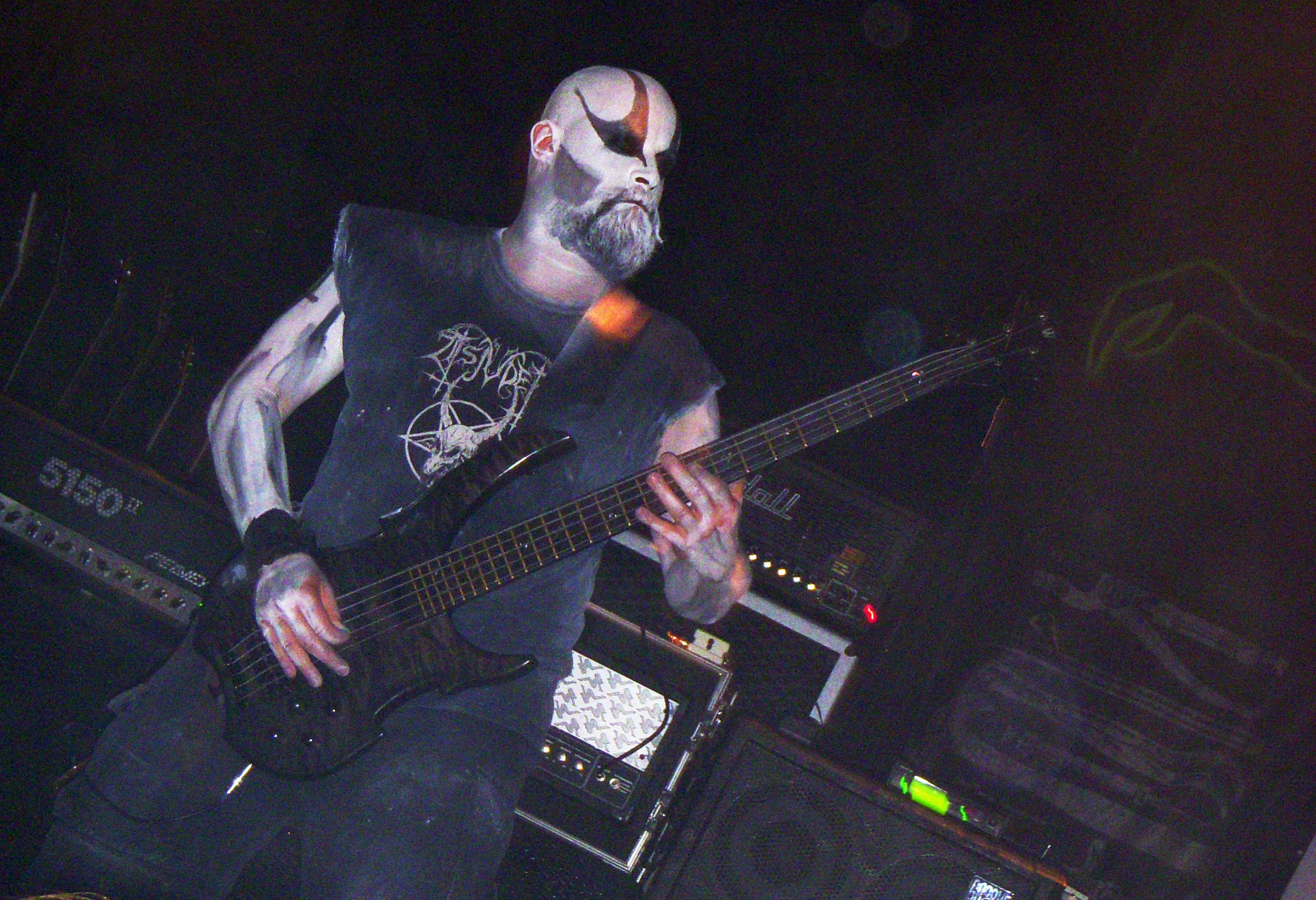
セイデマン(B)
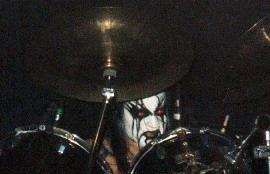
フロスト(Ds)

### 旧メンバー
- ツァルヴ (Tjalve (André Kvebek)) - ギター
- バルフォリ (Balfori (Lars Larsen)) - ギター

### ライブサポートメンバー
- デストラクター (Destructhor) ギター (2008)

Myrkskog（ミュルクスコグ）、モービッド・エンジェル、Zyklonで活動。
- セクトデーモン (Secthdamon) - ギター (2009～)

Myrkskog、Zyklonなどで活動。

## ディスコグラフィ

### アルバム
- Liberation (2003)
- Beyond the Apocalypse (2004)
- Hellfire (2005)
- Revelations of the Black Flame (2009)
- Demonoir (2010)
- Massive Cauldron of Chaos (2014)
- The Infernal Pathway (2019)
- The Wolf & the King (2024)

### EP
- 1349 (2001)

### デモ
- Demo (1998)
- Chaos Preferred (1999)